# Оборники-Шльонські (гміна)
Гміна Оборники-Шльонські (пол. Gmina Oborniki Śląskie) — місько-сільська гміна у південно-західній Польщі. Належить до Тшебницького повіту Нижньосілезького воєводства.
Станом на 31 грудня 2011 у гміні проживало 19343 особи.

## Площа
Згідно з даними за 2007 рік площа гміни становила 153.75 км², у тому числі:
- орні землі: 54.00%
- ліси: 34.00%

Таким чином, площа гміни становить 14.99% площі повіту.

## Населення
Станом на 31 грудня 2011:
| Опис     | Загалом | Загалом | Чоловіки | Чоловіки | Жінки | Жінки |
| -------- | ------- | ------- | -------- | -------- | ----- | ----- |
| одиниця  | осіб    | %       | осіб     | %        | осіб  | %     |
| все      | 19343   | 100     | 9457     | 48.89    | 9886  | 51.11 |
| міське   | 8893    | 100     | 4244     | 47.72    | 4649  | 52.28 |
| сільське | 10450   | 100     | 5213     | 49.89    | 5237  | 50.11 |

## Сусідні гміни
Гміна Оборники-Шльонські межує з такими гмінами: Бжеґ-Дольни, М'єнкіня, Прусіце, Тшебниця, Вішня-Мала, Волув.